# 阿爾斯特紅手
阿爾斯特紅手（英語：Red Hand of Ulster）是愛爾蘭阿爾斯特省的紋章學標誌。又稱奧尼爾紅手（Red Hand of O'Neill）或愛爾蘭紅手（Red Hand of Ireland）。紅手的由來是源自神話人物Labraid Lámh Dhearg。現在阿爾斯特紅手是愛爾蘭民族主義的象徵之一，但也有保皇派政黨使用這一標誌。
關於阿爾斯特紅手的起源則仍然是迷。在中世紀的愛爾蘭文學中，一些真實存在和傳奇故事中的國王被賦予「紅手」（red hand 或者 red handed）的綽號，以展現出他們是偉大的戰士，例如神話中的愛爾蘭至高王路加德 · 拉姆德格（紅手路加德）。另一個流行的傳說稱在阿爾斯特王位的爭奪戰中，第一個到達阿爾斯特的人砍下他的手，並將其交給他的戰友。愛爾蘭早期歷史的宗族戰爭存在爭議。馬格尼斯（Magennis）宗族和奧尼爾（O'Neill）都宣稱自己是烏拉德地區的國王。但1908年，當時的奧尼爾氏族統領承認其最初曾所屬於馬格尼斯氏族。